# Cheveuges
Cheveuges és un municipi francès situat al departament de les Ardenes i a la regió del Gran Est. L'any 2007 tenia 416 habitants.

## Demografia

### Població
El 2007 la població de fet de Cheveuges era de 416 persones. Hi havia 153 famílies de les quals 23 eren unipersonals (8 homes vivint sols i 15 dones vivint soles), 61 parelles sense fills i 69 parelles amb fills.
La població ha evolucionat segons el següent gràfic:
Habitants censats

### Habitatges
El 2007 hi havia 166 habitatges, 154 eren l'habitatge principal de la família, 8 eren segones residències i 3 estaven desocupats. 159 eren cases i 6 eren apartaments. Dels 154 habitatges principals, 116 estaven ocupats pels seus propietaris, 36 estaven llogats i ocupats pels llogaters i 2 estaven cedits a títol gratuït; 4 tenien dues cambres, 9 en tenien tres, 37 en tenien quatre i 105 en tenien cinc o més. 122 habitatges disposaven pel capbaix d'una plaça de pàrquing. A 60 habitatges hi havia un automòbil i a 87 n'hi havia dos o més.

### Piràmide de població
La piràmide de població per edats i sexe el 2009 era:
| Homes | Edats   | Dones |
| ----- | ------- | ----- |
| 0     | 95 o +  | 0     |
| 0     | 90 a 94 | 4     |
| 0     | 85 a 89 | 0     |
| 4     | 80 a 84 | 8     |
| 4     | 75 a 79 | 8     |
| 12    | 70 a 74 | 12    |
| 8     | 65 a 69 | 4     |
| 12    | 60 a 64 | 8     |
| 4     | 55 a 59 | 0     |
| 8     | 50 a 54 | 4     |
| 28    | 45 a 49 | 28    |
| 4     | 40 a 44 | 8     |
| 20    | 35 a 39 | 24    |
| 24    | 30 a 34 | 24    |
| 0     | 25 a 29 | 4     |
| 8     | 20 a 24 | 12    |
| 16    | 15 a 19 | 36    |
| 24    | 10 a 14 | 16    |
| 36    | 5 a 9   | 16    |
| 12    | 0 a 4   | 0     |

## Economia
El 2007 la població en edat de treballar era de 274 persones, 197 eren actives i 77 eren inactives. De les 197 persones actives 179 estaven ocupades (100 homes i 79 dones) i 18 estaven aturades (10 homes i 8 dones). De les 77 persones inactives 26 estaven jubilades, 28 estaven estudiant i 23 estaven classificades com a «altres inactius».

### Ingressos
El 2009 a Cheveuges hi havia 161 unitats fiscals que integraven 446 persones, la mediana anual d'ingressos fiscals per persona era de 18.410,5 €.

### Activitats econòmiques
Dels 12 establiments que hi havia el 2007, 1 era d'una empresa alimentària, 3 d'empreses de fabricació d'altres productes industrials, 3 d'empreses de construcció, 1 d'una empresa de comerç i reparació d'automòbils, 1 d'una empresa d'hostatgeria i restauració, 1 d'una empresa de serveis i 2 d'empreses classificades com a «altres activitats de serveis».
Dels 4 establiments de servei als particulars que hi havia el 2009, 1 era un paleta, 1 fusteria, 1 lampisteria i 1 perruqueria.
L'únic establiment comercial que hi havia el 2009 era una fleca.
L'any 2000 a Cheveuges hi havia 11 explotacions agrícoles que ocupaven un total de 707 hectàrees.

## Poblacions més properes
El següent diagrama mostra les poblacions més properes.